# Tortenständer

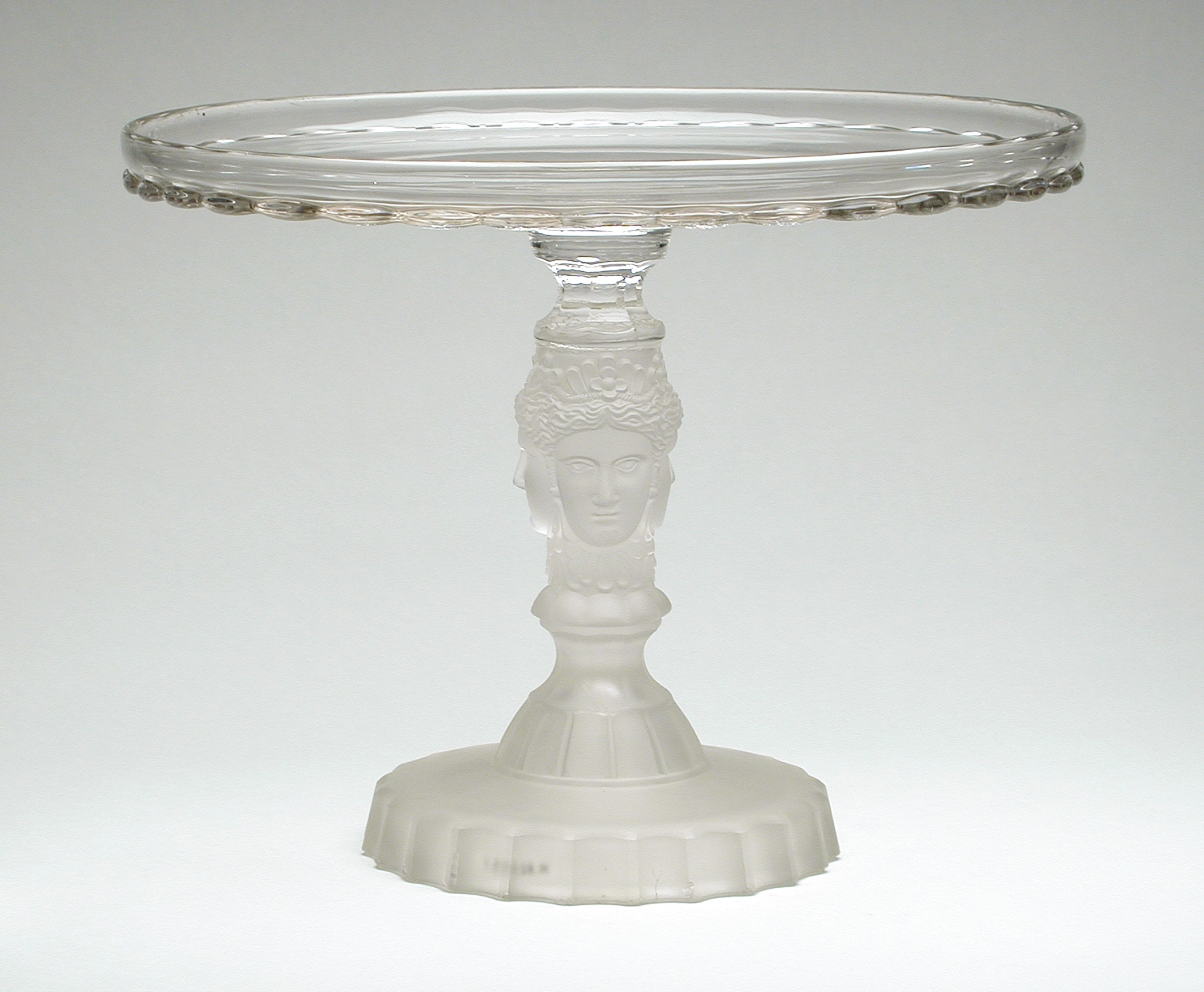
Tortenständer aus Glas

Ein Tortenständer ist eine meist erhöht stehende Platte zur Ablage von Gebäck. Sie haben die Funktion, Torten und Kuchen zu präsentieren oder aufzubewahren. Deshalb kommen sie in der Regel im Umfeld von Feiern wie Hochzeiten, Jubiläen oder Geburtstagen zum Einsatz. Tortenständer gibt es in vielen Ausführungen und Designs. Am bekanntesten dürften wohl die Tortenständer mit einem mittig zentrierten Fuß sein.
Tortenständer sind nur für Einzeltorten bzw. Kuchen in verschiedenen Größen ausgelegt. Von Tortenständern zu unterscheiden sind hingegen die Tortenetageren. Diese weisen mindestens zwei Ebenen zum Abstellen der Torten auf. Dabei müssen die einzelnen Torten nicht zwangsläufig übereinander gestapelt sein, sondern können auch in der Höhe versetzt zueinander stehen. Ein Großteil der Etageren besitzt eine zentrale Säule, mit der die einzelnen Ebenen fest miteinander verbunden sind. Vielfach ist an der Spitze eine Haltevorrichtung angebracht, die es ermöglicht, die Tortenetagere zu transportieren. Auch mehrere übereinander gestapelte Tortenständer ergeben streng genommen eine Tortenetagere. Allerdings fehlt dann das zentrale Halterungselement.
Inzwischen gibt es auch Ständer und Halterungsvorrichtungen, die auf andere Gebäckarten ausgelegt sind. Dazu zählen unter anderem Cupcake-Ständer und Cake-Pop-Ständer.